# Martha Toro
Martha Toro (1968. július 21. –) kolumbiai nemzetközi női labdarúgó-játékvezető.

## Pályafutása
A FCF Játékvezető Bizottságának (JB) minősítésével Primera B, majd a Primera A játékvezetője. A nemzeti női labdarúgó bajnokságban kiemelkedően foglalkoztatott bíró. Küldési gyakorlat szerint rendszeres 4. bírói, szolgálatot is végzett.
A Kolumbiai labdarúgó-szövetség JB terjesztette fel nemzetközi játékvezetőnek, a Nemzetközi Labdarúgó-szövetség (FIFA) 1998-tól tartotta nyilván női bírói keretében. A FIFA JB központi nyelvei közül a spanyolt beszéli. Több nemzetek közötti válogatott (Női labdarúgó-világbajnokság, Olimpiai játékok), valamint klubmérkőzést vezetett, vagy működő társának 4. bíróként segített. 2005-ben már ne szerepelt a FIFA JB nyilvántartásában.
A 2004-es U19-es női labdarúgó-világbajnokságon a FIFA JB bíróként vette igénybe szolgálatát.
| Időpont            | Helyszín                              | Mérkőzés típusa              | Mérkőzés             | Eredmény | Nézők száma |
| ------------------ | ------------------------------------- | ---------------------------- | -------------------- | -------- | ----------- |
| 2004. november 10. | Rajamangala National Stadion, Bangkok | csoportmérkőzés (A. csoport) | Thaiföld–Németország | 0 – 4    | 40 000      |
| 2004. november 16. | 700th Anniversary Stadion, Csiangmaj  | csoportmérkőzés (B. csoport) | Olaszország–Nigéria  | 1 – 1    | 5400        |

Az 1999-es női labdarúgó-világbajnokságon a FIFA JB játékvezetőként alkalmazta. Selejtező mérkőzéseket az COMNEBOL zónában vezetett. A világbajnokság selejtező mérkőzései egyben az 1998-as Sudamericano Femenino bajnoki cím döntője volt. Világbajnokságon vezetett mérkőzéseinek száma: 2.
| Időpont           | Helyszín                      | Mérkőzés típusa              | Mérkőzés                     | Eredmény | Nézők száma |
| ----------------- | ----------------------------- | ---------------------------- | ---------------------------- | -------- | ----------- |
| 1998. március 15. | Városi Stadion, Mar del Plata | (1999 vb) csoportdöntő       | Brazília–Argentína           | 7 – 1    | 38 000      |
| 1999. június 24.  | Civic Stadion, Portland       | csoportmérkőzés (A. csoport) | Észak-Korea–Dánia            | 3 – 1    | 20 129      |
| 1999. július 1.   | FedExField Stadion, Landover  | egyik negyeddöntő            | Egyesült Államok–Németország | 3 – 2    | 54 642      |

A 2000. évi nyári olimpiai játékok női labdarúgó tornáján a FIFA JB bírói szolgálatra alkalmazta.
| Időpont              | Helyszín                 | Mérkőzés típusa              | Mérkőzés                                                       | Eredmény | Nézők száma |
| -------------------- | ------------------------ | ---------------------------- | -------------------------------------------------------------- | -------- | ----------- |
| 2000. szeptember 14. | Városi Stadion, Canberra | csoportmérkőzés (F. csoport) | Kína–Nigéria                                                   | 3 – 1    | 18 000      |
| 2000. szeptember 16. | Városi Stadion, Canberra | csoportmérkőzés (E. csoport) | Német női labdarúgó-válogatott–Brazil női labdarúgó-válogatott | 2 – 1    | 17 000      |